# Castillo de Biržai

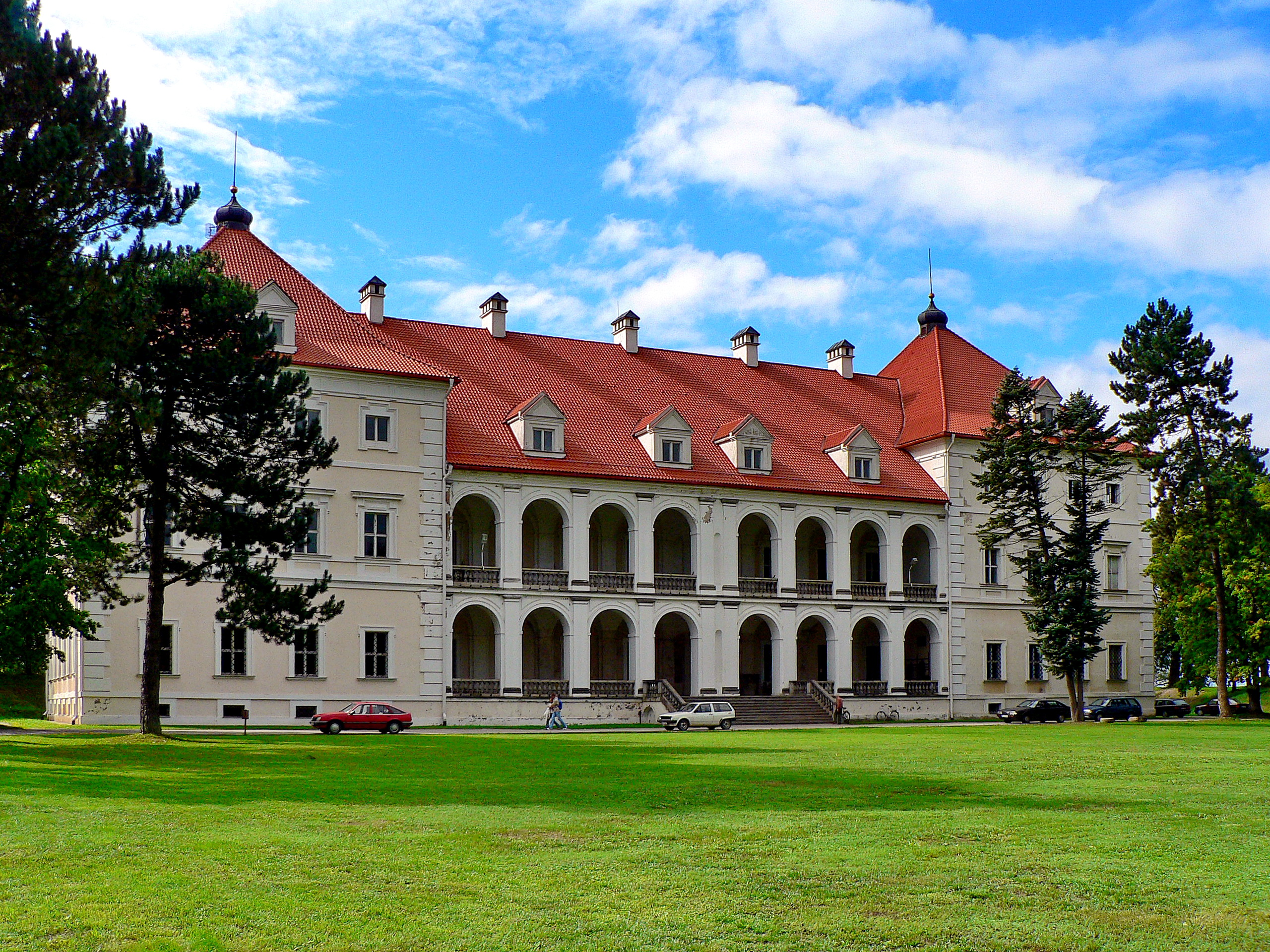
El edificio principal del castillo.

El castillo de Biržai es un castillo ubicado en la ciudad de Biržai, en Lituania. Fue encargado a construir por Krzysztof Mikołaj Radziwiłł, uno de los miembros de la rica y famosa familia Radziwiłł, en 1586; y se terminó su construcción en 1589 tras haber creado previamente un lago artificial próximo al castillo bautizado como "Lago Širvėna".

## Historia
Krzysztof Mikołaj Radziwiłł fue el encargado de ordenar su construcción en 1586. Desde la segunda mitad del siglo XVII, el castillo ha sido la residencia principal de la familia Radziwiłł, hasta que todos ellos se trasladadon al Castillo de Dubingiai. El Castillo de Biržai sirvió como fortaleza defensiva importante durante las guerra contra Suecia.
El castillo quedó en ruinas a causa de los ataques suecos, y empezó a ser reconstruido a partir en los años 1980, estilo renacentista-barroco. El edificio residencial del castillo alberga una biblioteca y un museo de historia regional llamado  "Sėla" (literalmente, Selonia), fundado en 1928.